# Compagnia di ricognizione e sabotaggio "Ratibor"
La Compagnia di ricognizione e sabotaggio "Ratibor" (in russo Разведывательно-диверсионная рота "Ратибор"?) è stata un'unità militare che ha preso parte alle ostilità nel Donbass dalla parte dei secessionisti filorussi della Repubblica Popolare di Lugansk.

## Storia
Venne fondata nel maggio 2014 come Compagnia "Kornilov" (Корниловская компания) detti “korniloviti” da nazionalisti che, dato l'uso occasionale di simboli relativi all'Impero russo e all'Armata Bianca, secondo alcuni osservatori erano riconducibili all'estrema destra.
Il gruppo, insieme al DŠRG Rusič, entrò nel Gruppo di reazione rapida "Batman" guidato da Aleksandr Bednov.